# Eiga Pretty Cure All Stars New Stage - Mirai no tomodachi
Eiga Pretty Cure All Stars New Stage - Mirai no tomodachi (映画 プリキュアオールスターズＮｅｗＳｔａｇｅ みらいのともだち?, Eiga Purikyua Ōru Sutāzu New Stage Mirai no tomodachi, Eiga Precure All Stars New Stage Mirai no tomodachi, lett. "Pretty Cure All Stars New Stage - Il film: Amici del futuro") è un film del 2012 diretto da Junji Shimizu.
È il dodicesimo film d'animazione tratto dal franchise Pretty Cure di Izumi Tōdō. Il film vede per personaggi principali tutte le Pretty Cure fino alla nona serie più Cure Echo, per un totale di ventinove protagoniste femminili, anche se quelle delle prime cinque serie fanno soltanto una breve comparsa.

## Trama
A Yokohama riappare Fusion e le Leggendarie Guerriere ancora una volta si riuniscono per sconfiggerlo, ma il nemico si divide in tante piccole parti sparse per la città. Intanto, in seguito ai film DX, i combattimenti delle Pretty Cure hanno impressionato i cittadini di Minato Mirai 21, inclusa Ayumi Sakagami, una ragazza introversa appena trasferitasi alla scuola locale. Sulla via del ritorno da scuola, Ayumi incontra una piccola creatura, che a sua insaputa è in realtà un frammento di Fusion, e decide di chiamarlo "Fu-chan" e diventare sua amica. Diventando in poco tempo sempre più grande, Fu-chan viene a conoscenza dei problemi di socializzazione della ragazza e, per confortarla, decide di distruggere il mondo, giurando vendetta contro coloro che l'avrebbero fatta soffrire. Le Pretty Cure, al fine di impedirne la ricombinazione ed eliminarlo definitivamente, vanno alla ricerca dei frammenti di Fusion, ma Ayumi le ferma, dicendo loro di voler proteggere Fu-chan. Quando però la situazione degenera e Ayumi capisce che le sue parole di sconforto sono state fraintese da Fu-chan, decide di chiedere aiuto alle Pretty Cure per fermare l'azzeramento del mondo che l'amico ha messo in atto. Sul cammino ostacolato dalle parti malvagie di Fusion, Ayumi, dimostrando affetto e determinazione nel voler raggiungere e salvare Fu-chan, riesce ad ottenere il potere di trasformarsi in Cure Echo e fa ravvedere il suo amico. La parte malvagia di Fusion tuttavia ha ormai preso il controllo e, nel tentativo di aiutare a fermarlo, Fu-chan potenzia le Pretty Cure con la sua energia vitale, sacrificandosi e svanendo nell'aria poco dopo, ma rassicurando Ayumi che resterà sempre al suo fianco. Tutto si risolve nel migliore dei modi e Ayumi acquisisce maggiore autostima, riuscendo persino a farsi degli amici.

## Personaggi esclusivi del film
Ayumi Sakagami (坂上 あゆみ?, Sakagami Ayumi) / Cure Echo (キュアエコー?, Kyua Ekō)
Studentessa delle medie nell'area di Yokohama, è una fan delle Pretty Cure. Timida e introversa, non parla con nessuno ed è spesso sola, fino a quando non incontra Fu-chan. Inizialmente contraria all'eliminazione dell'amico da parte delle Pretty Cure, quando capisce che Fu-chan ha frainteso le sue parole di sconforto e comincia a distruggere il mondo, decide di chiedere aiuto per riportarlo alla normalità. I suoi sentimenti e la sua determinazione nel voler salvare Fu-chan la fanno trasformare in Cure Echo, la Pretty Cure della Luce, di colore bianco. In New Stage 3, EnEn e Gureru diventano suoi partner. Da guerriera, è conosciuta come "la Pretty Cure Illusoria" (幻のプリキュア?, Maboroshi no Purikyua), essendosi trasformata una sola volta.
Fu-chan (フーちゃん?, Fū-chan)
Una piccola creatura gialla che può assumere qualsiasi forma, in realtà è una parte di Fusion del primo DX. Incontra Ayumi per caso e si affeziona a lei, proteggendola e giurando vendetta contro chiunque la faccia soffrire. Tuttavia fraintende le parole di sconforto dell'amica e quando, ravveduto grazie a Cure Echo, le Pretty Cure tentano di fermare la parte malvagia di Fusion dal distruggere il mondo, potenzia queste con la sua energia vitale, svanendo poco dopo nell'aria ma promettendo di rimanere per sempre al fianco di Ayumi.

## Oggetti magici
Miracle Decor Light (ミラクルデコルライト?, Mirakuru Dekoru Raito)
È una piccola torcia con l'estremità di cristallo a forma di fiocco bianco (Cure Decor) che proietta un fascio di luce. Trasforma il coraggio in un nuovo potere per le Pretty Cure.
In Giappone, quando è uscito il film, le Miracle Decor Light sono state realmente distribuite al pubblico nelle sale per incitare le Pretty Cure durante la visione.

## Trasformazioni e attacchi
- Trasformazione: è la frase con cui si presenta Ayumi dopo essersi trasformata in Cure Echo.

- Attacco: le Smile Pretty Cure, potenziate dal potere vitale di Fu-chan, creano una barriera ciascuna che respinge e sconfigge Fusion.

## Luoghi
Minato Mirai 21 (横浜みなとみらい２１?, Yokohama Minato Mirai 21)
È un quartiere della città di Yokohama, dove vive Ayumi.

## Colonna sonora
| Nº | Titolo CD | Numero tracce | Data uscita   |
| -- | --- | ------------- | ------------- |
| 1  | Precure ~Eien no tomodachi~ / Tomodachi (プリキュア～永遠のともだち～／トモダチ?)                                                                                          | 4             | 14 marzo 2012 |
| 2  | Eiga Precure All Stars New Stage - Mirai no tomodachi - Original Soundtrack (映画 プリキュアオールスターズＮｅｗＳｔａｇｅ みらいのともだち オリジナル・サウンドトラック?) | 38            | 14 marzo 2012 |
| 3  | Precure eiga shudaika Collection 2 (プリキュア映画主題歌コレクション２?)                                                                                                   | 20            | 11 marzo 2015 |

### Sigle
La sigla originale di apertura è composta da Yasuharu Takanashi con il testo di Sumiyo Mutsumi, mentre quella di chiusura da Hideaki Takatori con il testo di Minori.
Sigla di apertura
- Precure ~Eien no tomodachi~ (プリキュア～永遠のともだち～?), cantata da Mayu Kudō

Sigla di chiusura
- Yay! Yay! Yay! (イエイ！イエイ！イエイ！?), cantata da Hitomi Yoshida

## Distribuzione

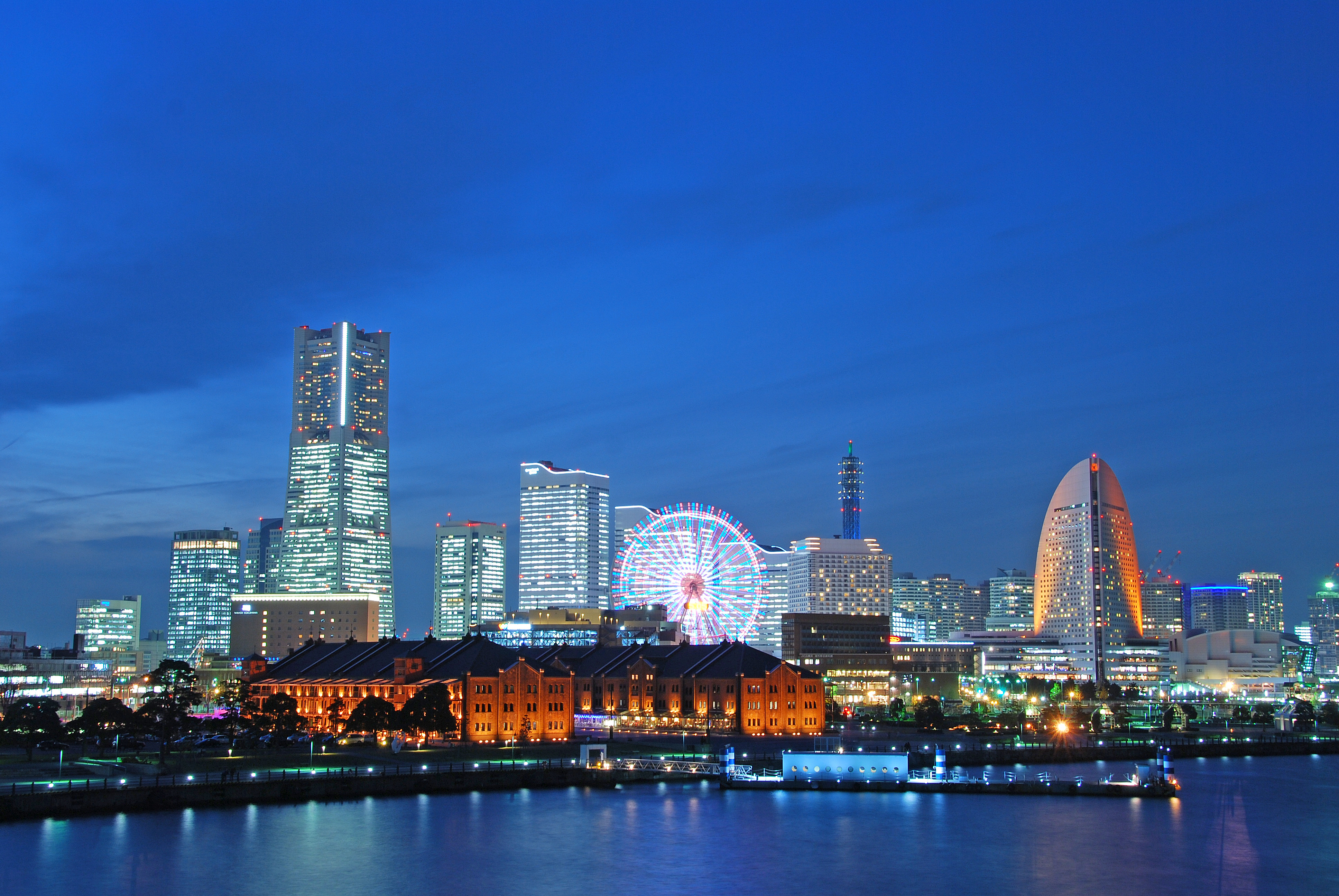
Il quartiere di Minato Mirai 21, Yokohama, che compare anche nel film

Il film è stato proiettato per la prima volta nelle sale cinematografiche giapponesi il 17 marzo 2012. Il DVD e il Blu-ray sono usciti il 18 luglio 2012.
È stato trasmesso in Corea del Sud sul canale Anione TV il 2 maggio 2016 con il titolo Geukjangpan Pretty Cure All Stars New Stage - Mirae-ui chingu (극장판 프리큐어 올스타즈 ＮｅｗＳｔａｇｅ 미래의 친구?, lett. "Pretty Cure All Stars New Stage - Il film: Amici del futuro").

## Accoglienza
Alla sesta settimana di programmazione, il film ha incassato un totale di 965.401.032 yen. L'incasso totale è di 1.02 miliardi di yen circa.

## Altri adattamenti
Un adattamento in cartaceo del film è stato pubblicato da Kōdansha il 16 marzo 2012 con ISBN 978-4-06-344533-6. Inoltre è stato tratto un anime comic pubblicato da Ichijinsha il 5 giugno 2012 con ISBN 978-4758012737.
Il 19 marzo 2012 la casa editrice Kadokawa Tsubasa Bunko ha pubblicato un romanzo scritto da Yoshimi Narita con ISBN 978-4-04-631233-4, basato sul lungometraggio.